# Jānis Šmēdiņš
Jānis Šmēdiņš (Kuldīga, 30 de julho de 1987) é um jogador de voleibol de praia da Letônia. Desde 2012, ele joga com Mārtiņš Pļaviņš. Eles qualificaram-se para os Jogos Olímpicos de 2012 em Londres. No campeonato europeu de 2010 eles ganharam a medalha de bronze.
Na temporada de 2018 do Circuito Mundial de Vôlei de Praia foi premiado como melhor levantador.

## Premiações Individuais
- Melhor Levantador do Circuito Mundial de Voleibol de Praia de 2018[5]